# 31862 Garfinkle
31862 Garfinkle este o planetă minoră (asteroid), cu un diametru de 2,318 km, din centura de asteroizi. A fost descoperită pe 11 martie 2000 la Catalina Station⁠(d) de Catalina Sky Survey. 
Obiectul prezintă o orbită caracterizată de o semiaxă mare de 2,3764523 UAi, o excentricitate de 0,14, o înclinație de 8,64818 ° în raport cu ecliptica.